# Кристофър Нюпорт
Кристофър Нюпорт (на английски: Christopher Newport) е английски мореплавател, пират, колонизатор и изследовател.

## Ранни години (1561 – 1606)
Роден е през декември 1561 година в квартал Лаймхаус (търговско пристанище на река Темза) в Източен Лондон, Англия. На 19-годишна възраст през 1580 започва да плава и да се занимава с търговия. От 1585 г., след избухването на Англо-испанската война, в продължение на почти двадесет години Нюпорт е морски пират, като плаванията му в района на Карибско море са спонсорирани от лондонски търговци. По време на кариерата си превзема няколко големи испански и португалски кораби превозващи подправки, коприна, скъпоценни камъни, злато и сребро. През 1605 г. след завръщането си от поредния си пиратски рейс донася на крал Джеймс I, който е голям любител на екзотичните животни, два малки живи крокодила и дива свиня. В знак на благодарност краля организира и финансира експедиция ръководена от Нюпорт към източните брегове на Северна Америка.

## Експедиционна и колонизаторска дейност (1606 – 1612)
На 20 декември 1606 г., три малки кораба, на борда на които има 105 колонисти-заселници, предимно мъже, напускат Англия. Ръководителят на експедицията Кристофър Нюпорт издига капитанския си флаг на най-големия кораб „Сюзън-Констанс“ (100 тона), командир на втория кораб (40 тона) е Бартоломю Госнолд (плавал през 1602 г. покрай източните брегове на Северна Америка), а третия е малък (20 тона) спомагателен съд.
Нюпорт повежда флотилията не пряко през океана, както е направил Госнолд през 1602 г., а по добре разузнатия пиратски път – на юг, към Канарските о-ви, а след това на запад, към северните острови от Малките Антилски о-ви, където пиратите обикновено причакват „сребърните испански флотилии“, идващи от Америка. След като извършват ремонтни дейности по корабите на един от островите, Нюпорт продължава на север и след тримесечно плаване достига до източното крайбрежие на Северна Америка, на около 37° с.ш. Скоро открива широко речно устие, на река течаща от северозапад. Нюпорт я нарича Джеймс в чест на английския крал, организирал и спонсорирал плаването. След като разузнава предварително долното течение на реката, на 4 май 1607 г. основава първото английско селище на американска земя и го назовава Джеймстаун (сега Нюпорт Нюз, щата Вирджиния).
В търсене на вътрешни водни пътища към Тихия океан Нюпорт с малка група хора, на борда на спомагателното корабче, се изкачва на 200 км по течението на река Джеймс до нейните прагове в източните склонове на платото Пидмонт в Апалачите. След като провежда церемония по присъединяване на тези земи към английската корона пътешествениците се връщат обратно и тържествено провъзгласяват в Джеймстаун името на новата колония – Вирджиния.
В средата на лятото на 1607 г. със своя кораб Нюпорт се връща в Англия и вместо злато, сребро и бисери, натоварва на кораба ценен американски дървен материал с мека дървесина, която се използва за направата на бъчви и бурета.
През 1608 г. Нюпорт се връща във Вирджиния с нова група заселници и с нареждането от Лондонската търговска компания да търси ценни метали и да открие кратък воден път до Тихия океан. При пристигането си в Джеймстаун Нюпорт намира едва 40 изтощени заселници: останалите са измрели, главно от болести и в схватки с индианците. Въпреки това, новите заселници, а и другите които идват след тях, продължават да разширяват дейността си в новата колония.

## Следващи години (1612 – 1617)
През 1612 г. се присъединява към Кралския военноморски флот и работи за Британската Източноиндийска компания. До май 1617 е в Южна Америка.
Умира около 15 август 1617 година по неизвестни причини на остров Ява (сега част от Индонезия).

## Памет
Неговото име носят:
- град Нюпорт, щат Кентъки, САЩ;
- град Нюпорт Нюз, щат Вирджиния, САЩ;
- Университет „Кристофър Нюпорт“ в град Нюпорт Нюз, щата Вирджиния, САЩ.